# Falsoplocia flavicollis
Falsoplocia flavicollis là một loài bọ cánh cứng trong họ Cerambycidae.